# Neotrichiorhyssemus malkini
Neotrichiorhyssemus malkini är en skalbaggsart som beskrevs av Rakovic 1987. Neotrichiorhyssemus malkini ingår i släktet Neotrichiorhyssemus och familjen Aphodiidae. Inga underarter finns listade i Catalogue of Life.